# 鬼妇
鬼妇，是中国古代的鬼怪故事，叙述一个鬼附身在一个人身上为之操持家务的故事。记载于清沈起凤《谐铎》卷五〔鬼妇持家〕。因为一後妻虐待前妻兒女被捉身亡，所以前妻亡靈借其屍體還陽持家，待兒女成人方離去。在《太平广记》卷三百三十四引《广异记》的〔河间刘别驾〕，也有叙述刘别驾与一鬼妇交而得病的故事。

## 原文
兰溪卢某，妻冷氏病亡，遗子女各一。卢续娶欧阳氏，悍甚，虐待前妻子女。卢怒，与之争吵，负气出走。忽踏地陷穴，入一家，见已死仆某，又见已死父母和亡妻冷氏，方知入冥间。
《太平广记》卷三百三十四引《广异记》河间刘别驾常云：“世间无妇人，何以适意？ ”后至西京通代门，见车中妇人有美色，因喜而随至其舍，与妇人留连数。彼此兼畅，刘侯不觉有异，但中宵寒甚。

## 参看
中国妖怪列表